# Novesium
Novesium o Novaesium era una ciutat fortificada de la Germània Inferior al territori dels trèvers, que és la moderna Neuss, i estava situada a la vora del Rin, a la banda dels gals.
Novesium va ser en els seus inicis un campament romà establert per Drus el Vell abans de l'any 16. El campament ocupava 24 hectàrees i era el més gran de la zona. Segurament va ser la seu de la Legió IX Hispana. Cap a l'any 18 es va abandonar, però es va tornar a ocupar potser en temps de Claudi per les legions V Alaudae, XX Valeria Victrix i XVI Gallica. Inicialment es va construir de fusta però progressivament es va consolidar i els murs i els edificis es van fer de pedra. Durant la Revolta dels bataus els anys 69-70 va ser destruïda, però els romans la van reconstruir i va restar com a seu de la VI Victrix fins al final del segle. L'establiment civil va continuar almenys fins al 275 quan els francs la van destruir. Després es va restaurar però va ser destruïda altre cop, ara pels alamans, a la meitat del segle iv. Després Julià l'Apòstata la va reconstruir, probablement l'any 359.
El desertor Emili Longí, enviat per Juli Clàssic cap dels revoltats trèvers va matar en aquest lloc a Dil·li Vòcula, legat de la legió romana que defensava el territori.